# Parafia Trójcy Świętej w Graczach
Parafia Trójcy Świętej – rzymskokatolicka parafia położona jest przy ulicy Niemodlińskiej 83 w Graczach. Parafia należy do dekanatu Niemodlin w diecezji opolskiej.

## Historia parafii
Parafia w źródłach pisanych wzmiankowana jest po raz pierwszy w 1376 roku, a po raz kolejny w „Die Rechnung...” – rejestrze świętopietrza w archidiakonacie opolskim z 1447 roku. W rejestrze tym wymieniony jest kościół parafialny Najświętszej Marii Panny. W okresie reformacji następuje upadek parafii i w późniejszych czasach brak o niej informacji w źródłach pisanych.
Ponownie świątynia katolicka w Graczach zaczyna funkcjonować dopiero w XVIII wieku, ale tylko jako kościół filialny: najpierw parafii Wniebowzięcia Najświętszej Maryi Panny w Niemodlinie, a od 1890 roku, jako filia parafii Narodzenia Najświętszej Maryi Panny w Rogach. Ponownie parafia została erygowana w 1950 roku.

## Liczebność i zasięg parafii
Parafię zamieszkuje 2630 mieszkańców, zasięgiem duszpasterskim obejmuje ona miejscowości:
- Gracze wraz z przysiółkami,
- Magnuszowiczki,
- Magnuszowice,
- Molestowice,
- Radoszowice,
- Sarny Wielkie.

### Inne kościoły i kaplice
Do parafii należy:
- kościół filialny św. Maksymiliana Marii Kolbego w Magnuszowicach.

## Duszpasterze

### Proboszczowie po 1945 roku
- ks. Władysław Przygodziński
- ks. Józef Łebek
- ks. Konstanty Nagi
- ks. Gerard Kałuża
- ks. Kazimierz Kozołup (1974–1989)
- ks. Tadeusz Wolański
- ks. Artur Kasprzycki (od sierpnia 2020)